# Biotopo Fontanazzo
Il Biotopo Fontanazzo è un'area naturale protetta del Trentino-Alto Adige istituita nel 1994. Occupa una superficie di 53,63 ha e si trova nel territorio del comune di Grigno nella Provincia autonoma di Trento.
Il Biotopo Fontanazzo è considerato Sito di Importanza Comunitaria (codice: IT3120030) e Zona di Protezione Speciale per la presenza di un'ontaneta di fondovalle, ambiente divenuto attualmente piuttosto raro in Trentino, e in qualità di sito di rilevante importanza per la nidificazione, sosta e/o lo svernamento di specie di uccelli protette o in forte regresso, e/o a distribuzione localizzata sulle Alpi.
A partire dal 2003, con il progetto Life Nemos cofinanziato dall'Unione europea, e poi negli anni successivi sono stati effettuati interventi di rinaturalizzazione che hanno parzialmente riportato l'area alle condizioni originali. Sono stati ricreati stagni e canali per riportare l'acqua all'interno del sito, ricostituiti lembi di boschi ripariali ed è stato realizzato anche un percorso di visita, lungo il quale si trovano punti per l'osservazione dell'avifauna, tabelle e bacheche informative.

## Fauna
L'ambiente molto diversificato del Biotopo Fontanazzo accoglie un buon numero di specie animali.
Le acque del sito sono popolate di una pregevole fauna ittica che annovera la trota marmorata, temolo, trota fario e lo scazzone e da numerosi anfibi come la raganella, la salamandra pezzata, il rospo comune e rana temporaria. 
Sono presenti specie di uccelli tipiche dei corsi d'acqua come il corriere piccolo, il piro piro piccolo, l'airone cenerino, il merlo acquaiolo e il martin pescatore, ma anche quelle che frequentano le aree boscate come il picchio verde, il picchio rosso maggiore e le aree aperte come l'averla piccola.

## Flora
L'area del Fontanazzo si presenta assai varia dal punto di vista ambientale, comprendendo lembi di foresta alluvionale e ripariale di salice, ontano nero, ontano bianco e frassino maggiore, prati e coltivi, l'alveo del fiume Brenta, oltreché risorgive, corsi d'acqua minori e stagni. 
La Foresta alluvionale di ontano e frassino, con tratti suggestivi per la presenza di canali in cui scorre l'acqua delle risorgive, è un ambiente divenuto attualmente piuttosto raro e prezioso in Trentino, sia per la vastità della sua superficie che per la relativa naturalità.